# Iwona Lindstedt
Iwona Lindstedt (ur. 9 lutego 1969) – polska muzykolożka, profesorka w Instytucie Muzykologii UW, redaktorka naczelna Polskiego Rocznika Muzykologicznego (od 2016). Zajmuje się historią, teorią i estetyką muzyki XX i XXI w. z naciskiem na twórczość polskich kompozytorów.
Jest współautorką internetowych projektów popularnonaukowych promujących twórczość polskich kompozytorów realizowanych przy Polskim Centrum Informacji Muzycznej (portale poświęcone Tadeuszowi Bairdowi, Tomaszowi Sikorskiemu i Kazimierzowi Serockiemu), a także Narodowego Instytutu Audiowizualnego (redaktor kolekcji Trzej Kompozytorzy: Witold Lutosławski, Henryk Mikołaj Górecki i Krzysztof Penderecki, kolekcji Andrzej Panufnik i Wojciech Kilar oraz w ramach oddzielnej strony MusicInMovement.eu redaktorką projektu obejmującego twórczość Louisa Andriessena, Pierre'a Bouleza, Arvo Pärta i Kazimierza Serockiego).
Uzyskała stopień magistra muzykologii na Uniwersytecie Warszawskim, broniąc pracy Symfonie Józefa Kofflera. Problemy źródłowe i muzyczno-analityczne pisanej pod kierunkiem Macieja Gołąba (1994). Doktoryzowała się na podstawie rozprawy Dodekafonia i serializm w twórczości kompozytorów polskich XX wieku pisanej pod kierunkiem Macieja Gołąba (1998, druk 2001), a habilitowała się na podstawie książki Sonorystyka w twórczości kompozytorów polskich XX wieku (2011). W 2024 otrzymała tytuł profesora nauk humanistycznych. W 2020 została dyrektorką Instytutu Muzykologii Uniwersytetu Warszawskiego.

## Prace naukowe
- (wspólnie ze Stanisławem Będkowskim i Agnieszką Chwiłek) Analiza schenkerowska (podręcznik), Katedra Historii i Teorii Muzyki Uniwersytetu Jagiellońskiego, „Musica Iagellonica”, Kraków 1997,
- Dodekafonia i serializm w twórczości kompozytorów polskich XX wieku, Lublin 2001 (seria Studia et Dissertationes Instituti Musicologiae Universitatis Varsoviensis),
- Wprowadzenie do teorii zbiorów klas wysokości dźwięku Allena Forte'a: idee oryginalne, rozszerzenia, modyfikacje, Wydawnictwa Uniwersytetu Warszawskiego, Warszawa 2004,
- Sonorystyka w twórczości kompozytorów polskich XX wieku, Wydawnictwa Uniwersytetu Warszawskiego, Warszawa 2010.
- Kazimierz Serocki, PWM, Kraków 2020